# Renault Arkana (Corée du Sud)
Pour les articles homonymes, voir Arkana.
Ne doit pas être confondu avec Renault Arkana (Russie).
Le Renault Arkana est un crossover compact coupé du constructeur automobile français Renault, produit en Corée du Sud par Renault Corée (ex-Renault Samsung Motors). Commercialisé localement sous l'appellation Samsung XM3 à partir de 2020, l'Arkana est introduit en Europe et quelques autres marchés dès 2021 sous la marque Renault.
Cet Arkana (LJL en interne) diffère de l'Arkana russe (LJC), construit sur la base du Dacia Duster II.

## Présentation
Le Samsung XM3 est présenté officiellement le 28 février 2020. Il est produit en Corée du Sud à Pusan sur la base de la Renault Clio V et commercialisé à partir de mars 2020 en Asie. Son pendant Renault, l'Arkana, présenté en septembre 2020, est produit dans la même usine coréenne à partir de 2021 et commercialisé à partir du 10 mars 2021 pour le marché européen principalement et les marchés d'export de la marque hors CEI.

Dans les pays de l'ancienne Yougoslavie, l'Arkana est rebaptisé Mégane Conquest, le nom Arkana rappelant le nom du criminel de guerre serbe Arkan.

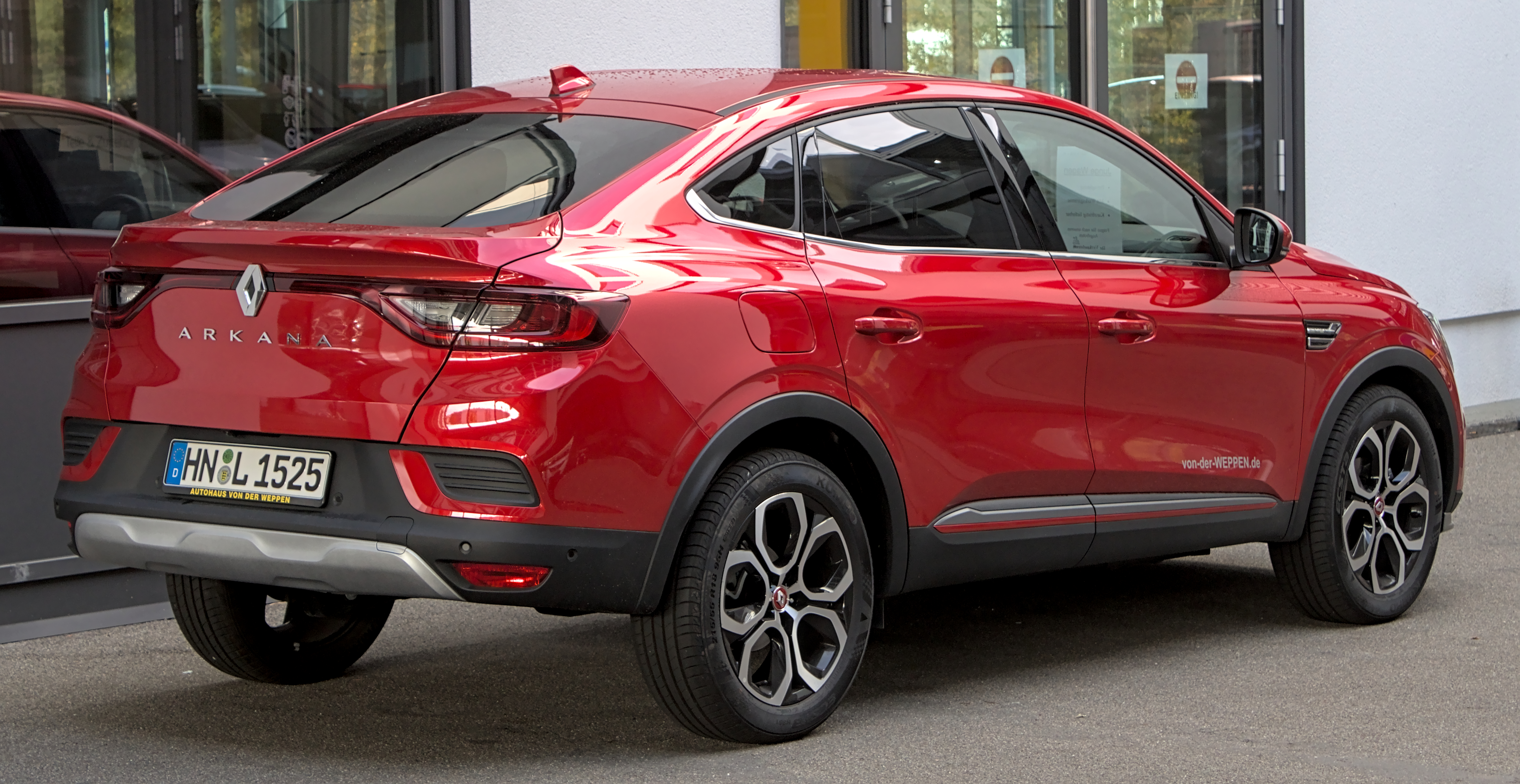
Renault Samsung Motors XM3 phase 1
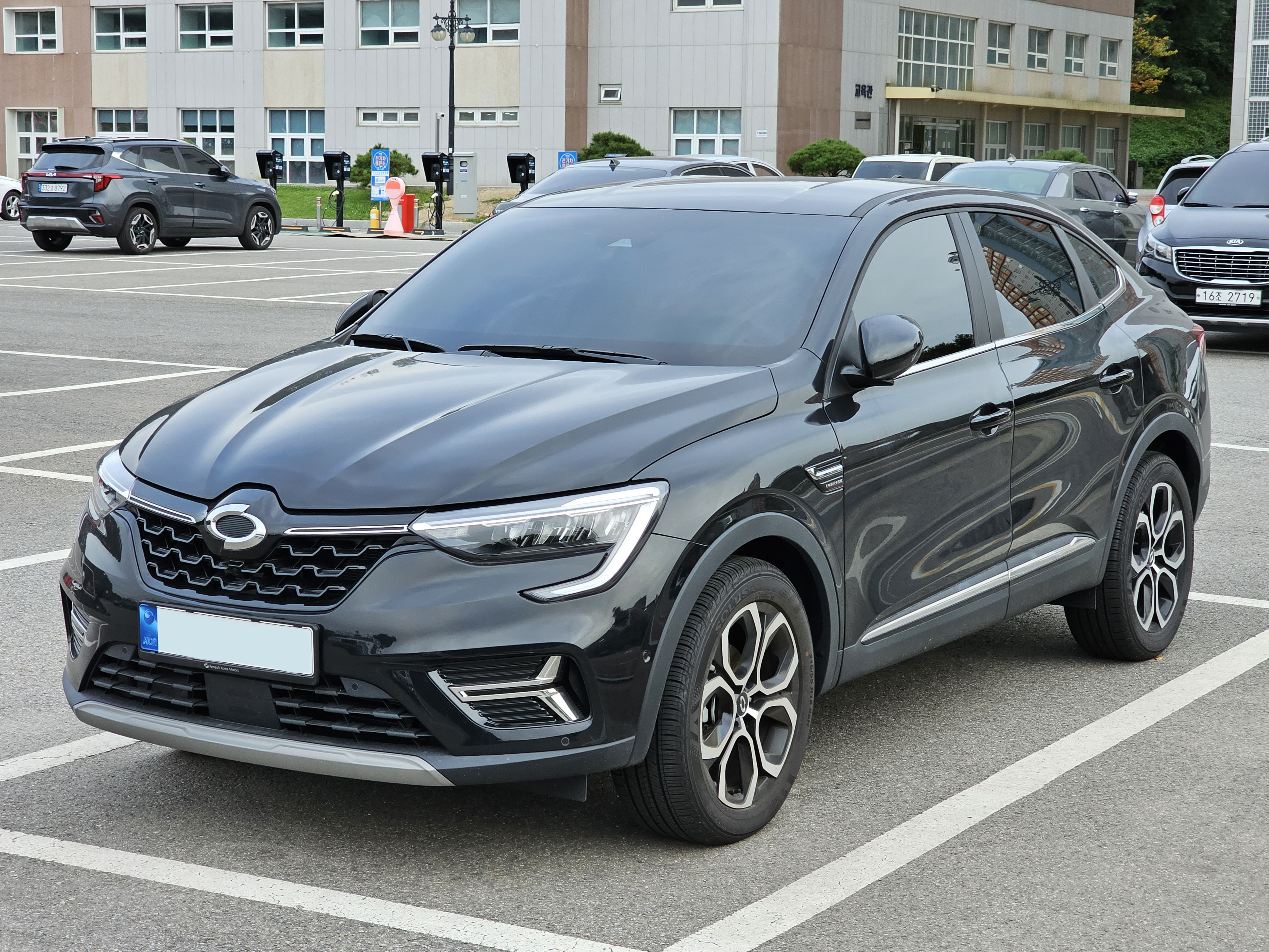

En mars 2022, Renault annonce une hausse de prix de 700 € pour toutes les versions de l'Arkana sur le marché français. Après avoir passé la barre des 30 000 € en entrée de gamme en octobre 2021, cette dernière version coûte désormais 30 800 €. En mai 2022, les tarifs augmentent de 500 €, portant le premier prix en France à 31 300 €.
En juin 2022, Renault lance le système Fast Track en France, permettant de livrer l'Arkana RS Line avec un moteur hybride de 145 ch dans un délai de 30 jours.

### Phase 2
La version restylée du Renault Arkana est présentée le 12 juillet 2023, en Europe. 

Renault Arkana phase 2
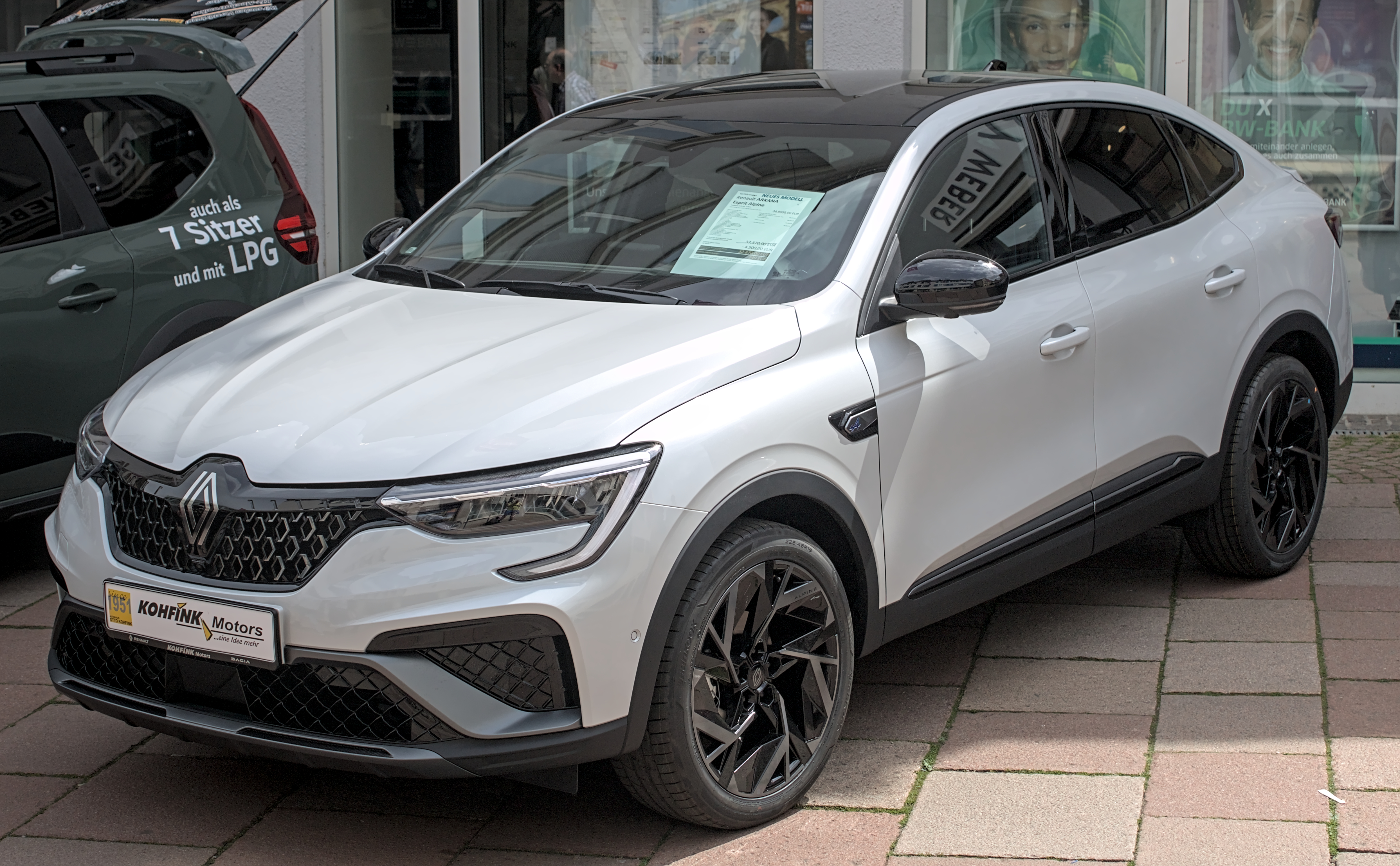
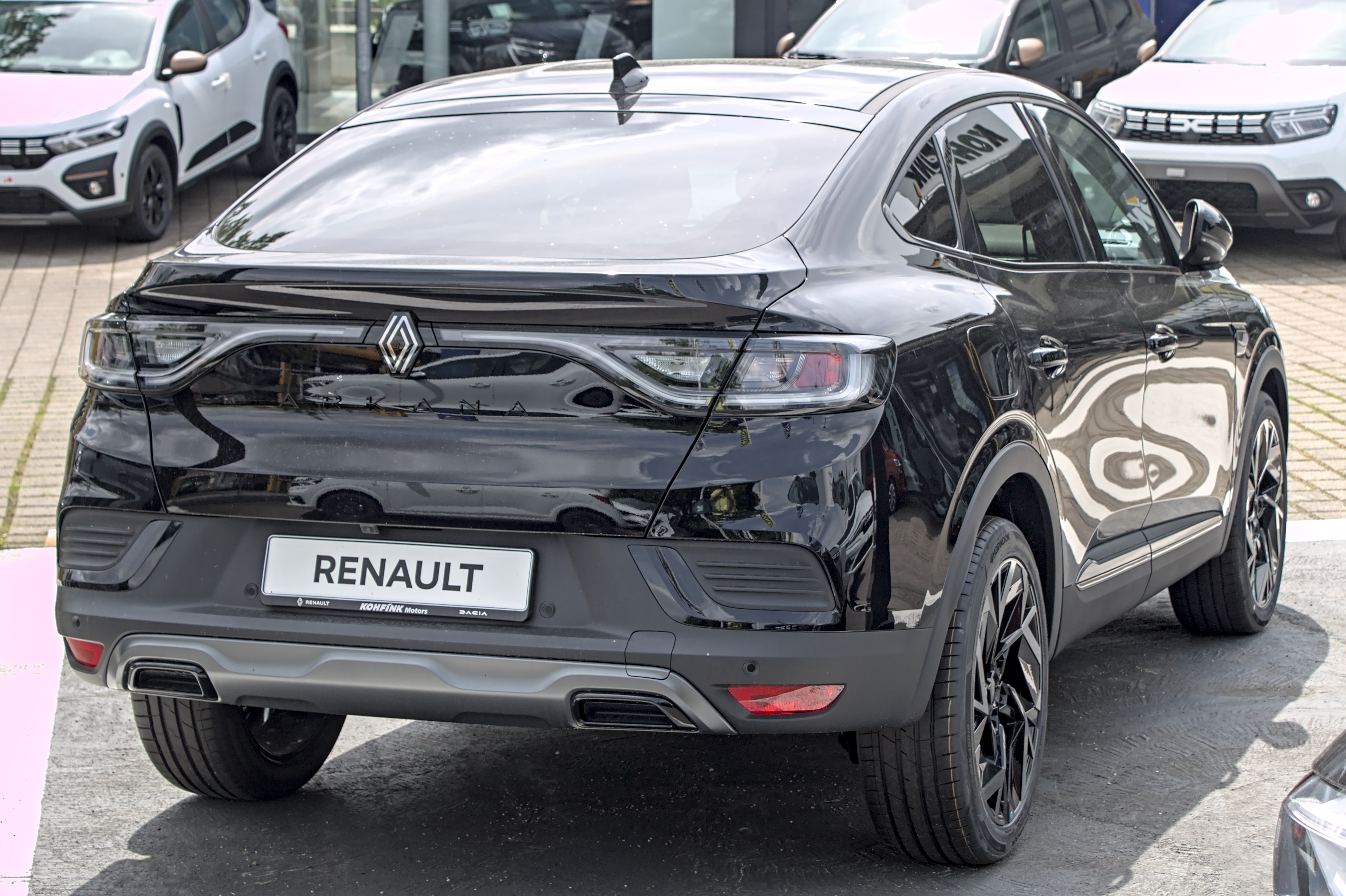

En avril 2024, Renault Samsung Motors (qui avait déjà été rebaptisé Renault Korea Motors en 2022) devient Renault Corée. Pour renouer avec les origines françaises du constructeur, le Samsung XM3 est renommé Renault Arkana et subit les mêmes évolutions que le modèle européen restylé en 2023. À cette occasion, le crossover abandonne le logo "œil de typhon" de Samsung Motors au profit du losange.

## Caractéristiques techniques
L'Arkana repose sur la plate-forme technique modulaire CMF-B qui ne lui permet pas de bénéficier d'une transmission intégrale, et reste donc une simple traction. Par rapport au modèle russe, la plateforme et la planche de bord diffèrent mais la carrosserie est proche à l'exception du bouclier,.
À l'intérieur, l'Arkana et le XM3 sont pourvues de la planche de bord du récent Renault Captur II, lui même basé sur la même plate-forme. L'instrumentation est dotée d'un écran de 24 cm et la planche de bord reçoit une tablette verticale avec une diagonale de 26 cm pour l'info-divertissement.
L'Arkana a une garde au sol de 200 mm.

### Motorisations
En Europe, l'Arkana est proposée en version essence 1.3 Tce 140 et 160 ch. Elle reçoit une boîte automatique à double embrayage EDC à 7 rapports.
Renault propose également une version hybride essence composée d'un moteur 1,6 litre 91 ch à cycle de combustion Atkinson, associé à un alterno-démarreur de 20 ch et un moteur électrique de 48 ch, pour une puissance cumulée de 145 ch provenant de la Clio V hybride.
Dans un second temps, l'Arkana reçoit une version hybride rechargeable composée du même moteur thermique 1,6 litre associé à un alterno-démarreur de 34 ch et un moteur électrique de 67 ch, pour une puissance cumulée de 160 ch provenant de la Captur II Hybrid Plug-in.
Aucun moteur Diesel n'est prévu.
|                              | 1.3 TCe                       | 1.3 TCe                       | 1.6 e-Tech Hybrid                                   | 1.6 e-Tech Hybrid Plug-in                           |
| ---------------------------- | ----------------------------- | ----------------------------- | --------------------------------------------------- | --------------------------------------------------- |
| Moteur                       | 4-cylindres essence           | 4-cylindres essence           | 4-cylindres à cycle Atkinson + E-Motor + HSG        | 4-cylindres à cycle Atkinson + E-Motor + HSG        |
| Dénomination                 | Moteur H5H                    | Moteur H5H                    | Moteur H4M                                          | Moteur H4M                                          |
| Admission                    | Turbocompressé                | Turbocompressé                | Atmosphérique                                       | Atmosphérique                                       |
| Cylindrée (cm3)              | 1 333                         | 1 333                         | 1 598                                               | 1 598                                               |
| Puissance maximale (ch)      | 140                           | 160                           | Thermique : 91 E-Motor : 48 HSG : 20 Combinée : 145 | Thermique : 91 E-Motor : 67 HSG : 34 Combinée : 160 |
| au régime de (tr/min)        |                               |                               |                                                     |                                                     |
| Couple maximal (N m)         | 260                           |                               | 148 (E-Motor) 205 (HSG) 50                          | 148 (E-Motor) 205 (HSG) 50                          |
| au régime de (tr/min)        |                               |                               |                                                     |                                                     |
| Boîte de vitesses            | Automatique 7 rapports (EDC7) | Automatique 7 rapports (EDC7) | Automatique multimodes à 15 combinaisons            | Automatique multimodes à 15 combinaisons            |
| Transmission                 | Traction                      | Traction                      | Traction                                            | Traction                                            |
| Vitesse maximale (en km/h)   | 205                           |                               | 172                                                 |                                                     |
| 0-100 km/h (en s)            | 9,8                           |                               | 10,8                                                |                                                     |
| Consommation (en L/100 km)   | 5,8                           |                               | 4,9                                                 |                                                     |
| Émissions de CO2 (en g/km)   | 131                           |                               | 111                                                 |                                                     |
| Capacité du réservoir (en L) | 50                            | 50                            | 50                                                  | 50                                                  |
| Masse à vide (kg)            | 1336                          |                               | 1435                                                |                                                     |
| Norme environnementale       | Euro 6                        | Euro 6                        | Euro 6                                              | Euro 6                                              |

## Finitions

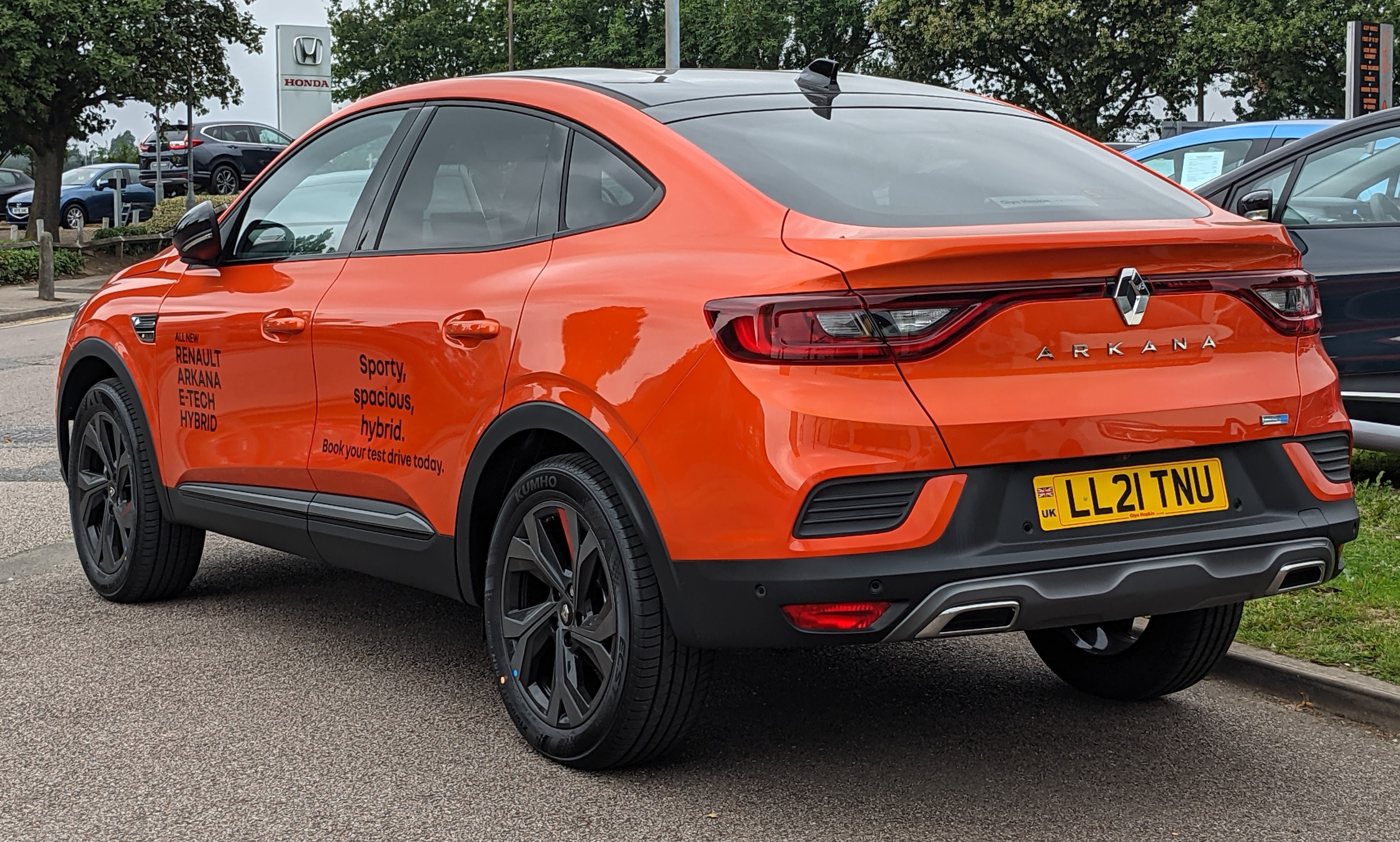
Renault Arkana phase 1 Arkana RS line

En France, au lancement :
- Zen[16]
- Business
- Intens
- R.S. Line

En France, à partir de juin 2022 :
- Equilibre (jusqu'en février 2023[18])
- Evolution
- Techno
- R.S. Line
- E-Tech Engineered

Phase 2
- Évolution[19]
- Techno
- Esprit Alpine

|                           | Equilibre | Evolution | Techno   | R.S. Line | E-Tech Engineered | Fast Track |
| ------------------------- | --------- | --------- | -------- | --------- | ----------------- | ---------- |
| 1.3 Mild Hybrid 140 EDC7  | 31 800 €  | 32 500 €  | 34 050 € | 36 800 €  | -                 | -          |
| 1.3 Mild Hybrid 160 EDC7  | -         | -         | 35 250 € | 38 000 €  | -                 | -          |
| 1.6 E-Tech Hybrid 145 BVA | 33 300 €  | 34 000 €  | 35 550 € | -         | 38 800 €          | 39 130 €   |

## Projet avorté
Un projet d'une version du Renault Arkana développée pour la Chine et assemblé localement est mené par le constructeur, mais a finalement avorté à la suite du retrait de Renault du marché chinois en 2020.

## Ventes et production

### Production
| Année | Production totale |
| ----- | ----------------- |
| 2020  | 37 554            |
| 2021  | 76 080            |
| 2022  | 118 488           |

## Concept car
En mars 2019, le constructeur coréen Samsung Motors présente le show car Samsung XM3 Inspire au salon de l'automobile de Séoul et proche de la série. Il est dérivé de la Renault Arkana concept, les deux véhicules partagent le même design à la calandre près, mais ils sont techniquement différents, l'Arkana russe reposant sur la plateforme technique du Dacia Duster II alors que le XM3 Inspire repose sur la plateforme CMF-B inaugurée par la Renault Clio V.
Le XM3 Inspire préfigure la version de série de la Samsung XM3 produite et commercialisée en Corée du Sud en 2020 et en Europe sous label Renault en 2021.